# Tony Daly
Anthony John Daly (Sydney, 7 marzo 1966) è un ex rugbista a 15 e allenatore di rugby a 15 australiano, campione del mondo con gli Wallabies nel 1991.

## Biografia
Daly iniziò la carriera agonistica negli ultimi anni del dilettantismo nel rugby a 15; dapprima negli Eastern Suburbs e, a seguire, nel Randwick, squadre che prendono parte al campionato provinciale del Nuovo Galles del Sud, esordì in Nazionale australiana nel 1989 nel corso di un incontro con la Nuova Zelanda valido per la Bledisloe Cup.
Due anni più tardi fu convocato nella squadra che prese parte alla Coppa del Mondo di rugby 1991 che si tenne in Inghilterra: l'Australia giunse fino alla finale di Twickenham proprio contro i padroni di casa, e si aggiudicò l'incontro 12-6 grazie a una sua meta, l'unica dell'incontro.
Divenuto professionista in Inghilterra nelle file dei Saracens, rimase con la formazione londinese due stagioni; nel 1997 annunciò la fine della sua attività professionistica per tornare in Australia e ivi collaborare alla promozione dei Giochi olimpici di Sydney del 2000; continuò a giocare, da dilettante, nel Manly ed ebbe anche un'esperienza negli Stati Uniti nelle file del San Francisco Golden Gate, del quale fu anche capitano.
Da allenatore ha guidato i Sydney Harlequins e dal 2010 è tecnico dei Wollondilly White Waratahs, formazione anch'essa del Nuovo Galles del Sud.

## Palmarès
- Coppe del mondo: 1
1991